# Papuga karolińska
Papuga karolińska (Conuropsis carolinensis) – gatunek wymarłego ptaka z rodziny papugowatych (Psittacidae). Była endemitem, a także jedynym rodzimym gatunkiem papugi Stanów Zjednoczonych. Występowała we wschodniej i południowo-wschodniej części kraju, od doliny rzeki Ohio po Zatokę Meksykańską. Należała do monotypowego rodzaju Conuropsis.

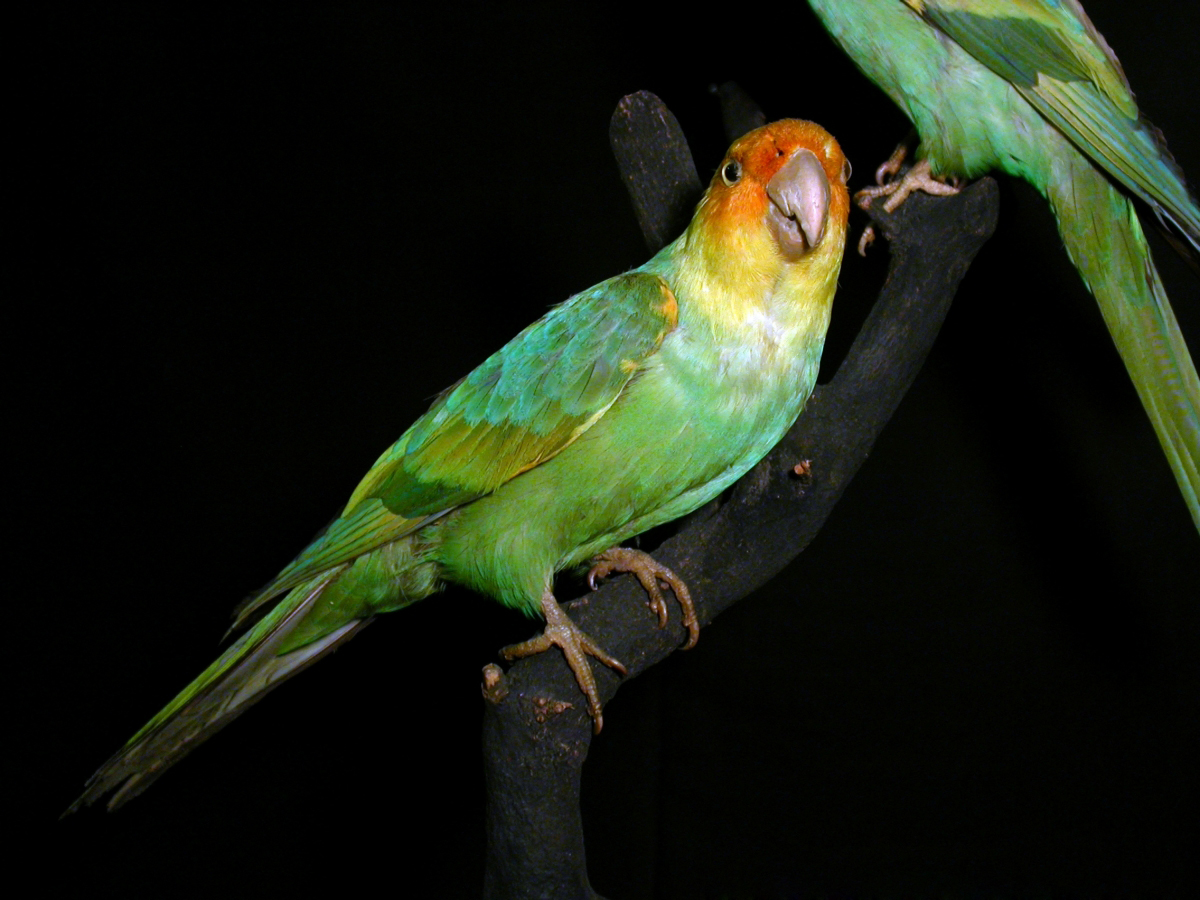
Wypchany okaz papugi karolińskiej w Muzeum Wiesbaden (Niemcy)

Ostatni osobnik żyjący na wolności został zabity w hrabstwie Okeechobee na Florydzie w 1904 r., a ostatni zamknięty ptak – samiec Incas – padł w Cincinnati Zoo 21 lutego 1918 r. w rok po swojej partnerce Lady Jane, w tej samej wolierze, w której blisko cztery lata wcześniej padł ostatni osobnik gołębia wędrownego – Martha. Przyczyną wyginięcia gatunku było masowe odstrzeliwanie papug przez farmerów, którzy uznawali je za szkodniki. Amerykański malarz i przyrodnik, Charles Willson Peale, pisał, że po zabiciu jednej papugi pozostałe „po kilkukrotnym okrążeniu tego miejsca ponownie obsiadały drzewo, spoglądając w dół na swoich zabitych towarzyszy z tak widocznymi objawami współczucia i niepokoju, że całkowicie mnie rozbroiły”.
Pomiędzy rokiem 1937 a 1955 trzy papugi wyglądem przypominające papugi karolińskie były obserwowane i sfilmowane na bagnach Okefenokee na granicy Georgii i Florydy. Jednak American Ornithologists’ Union po przeanalizowaniu filmu stwierdziła, że są to przypuszczalnie papugi innego gatunku, które uciekły z hodowli. Inne notowania tej papugi miały miejsce w hrabstwie Okeechobee aż do końca lat 20. XX w., ale nie zostały one potwierdzone okazami.
Papuga karolińska mogła wyjątkowo zalatywać daleko na północ od swojego lęgowego obszaru występowania. Kilka kości tego gatunku, w tym pygostyl, odnaleziono w Calvert Site w południowym Ontario (Kanada). Możliwe, że pozostałości te zostały tam przeniesione w celach ceremonialnych.
Znane są dwa podgatunki tego ptaka:
- Conuropsis carolinensis carolinensis (Linnaeus, 1758) – podgatunek nominatywny – południowo-wschodnie USA
- Conuropsis carolinensis ludoviciana (J.F. Gmelin, 1788) – wschodnio-środkowe USA